# TestDisk
TestDisk是一款自由开源的数据恢复工具，主要设计用来帮助恢复丢失的磁盘分区，修复无法引导的磁盘中的软件问题，以及特定种类的病毒或人类过失（例如不慎抹除分区表）。 TestDisk也可用来收集关于某个损坏磁盘的详细信息，可以用来送给技师进一步分析。

## 操作系统支持
TestDisk支持以下这些操作系统：
- DOS：实模式或者Win9x DOS模拟
- Microsoft Windows
- GNU/Linux
- FreeBSD, NetBSD, OpenBSD
- SunOS
- Mac OS X

## 分区表类型支持
TestDisk能够识别以下分区格式：
- Apple partition map
- GUID分区表
- PC/Intel分区表 (MBR)
- Sun Solaris slice
- Xbox固定分区机制

TestDisk也能处理未分区的介质。

## 分区恢复
TestDisk查询BIOS或操作系统以便找到儲存裝置（硬盘、存储卡、……）及其特征（LBA大小和CHS形态）。TestDisk 能够：
- 恢复删除的分区
- 重建分区表
- 重写主引导记录（MBR）

TestDisk快速检查磁盘的结构并与分区表比对以检测错误。 然后它搜索下列文件系统的丢失分区：
- Be 文件系统 (BeOS)
- BSD disklabel（英语：BSD disklabel） (FreeBSD/OpenBSD/NetBSD)
- Cramfs，压缩文件系统
- DOS/Windows FAT12, FAT16, FAT32
- Windows exFAT
- HFS，HFS+
- JFS，IBM日志文件系统
- Linux ext2、ext3、ext4
- Linux RAID
- Linux Swap
- LVM，Linux邏輯捲軸管理員
- Novell存储服务 (NSS)
- NTFS（Windows）
- ReiserFS 3.5、3.6、4
- Sun Solaris i386 disklabel
- BSD作業系統的UFS
- Linux作業系統的XFS

## 引用
1. ↑  . git.cgsecurity.org.   [2022-06-12]. （原始内容存档于2021-06-19） （英语）.
2. ↑  Debra Littlejohn Shinder, Michael Cross (2002).
3. ↑  Ido Perelmutter - Debian Administration, Recovering from file system corruption using TestDisk （页面存档备份，存于）
4. ↑  Ionut Ilascu, Softpedia, Your HDD Is Missing a Slice? （页面存档备份，存于）